# Бела Вила (Мисури)
Бела Вила (енгл. Bella Villa) град је у америчкој савезној држави Мисури.

## Демографија
По попису из 2010. године број становника је 729, што је 42 (6,1%) становника више него 2000. године.
| Група             | 2000.       | 2010.       |
| Белци             | 669 (97,4%) | 659 (90,4%) |
| Афроамериканци    | 1 (0,1%)    | 11 (1,5%)   |
| Азијати           | 2 (0,3%)    | 14 (1,9%)   |
| Хиспаноамериканци | 10 (1,5%)   | 31 (4,3%)   |
| Укупно            | 687         | 729         |